# 鏡泊県
鏡泊県（きょうはく-けん）は中華民国末期に中国共産党が設置した牡丹江省に存在した県。

## 歴史
1947年5月、寧安県の世環、鏡泊、沙蘭地区に新設された。1948年10月、鏡泊県は廃止となり寧安県に編入された。

## 行政区画
下部行政区画は下記の通り。
- 世環鎮
- 鏡泊地区
- 沙蘭地区

| 前の行政区画 寧安県 | 黒竜江省の歴史的地名 1947年 - 1948年 | 次の行政区画 寧安県 |